# Arxiu Miquel Crusafont i Pairó

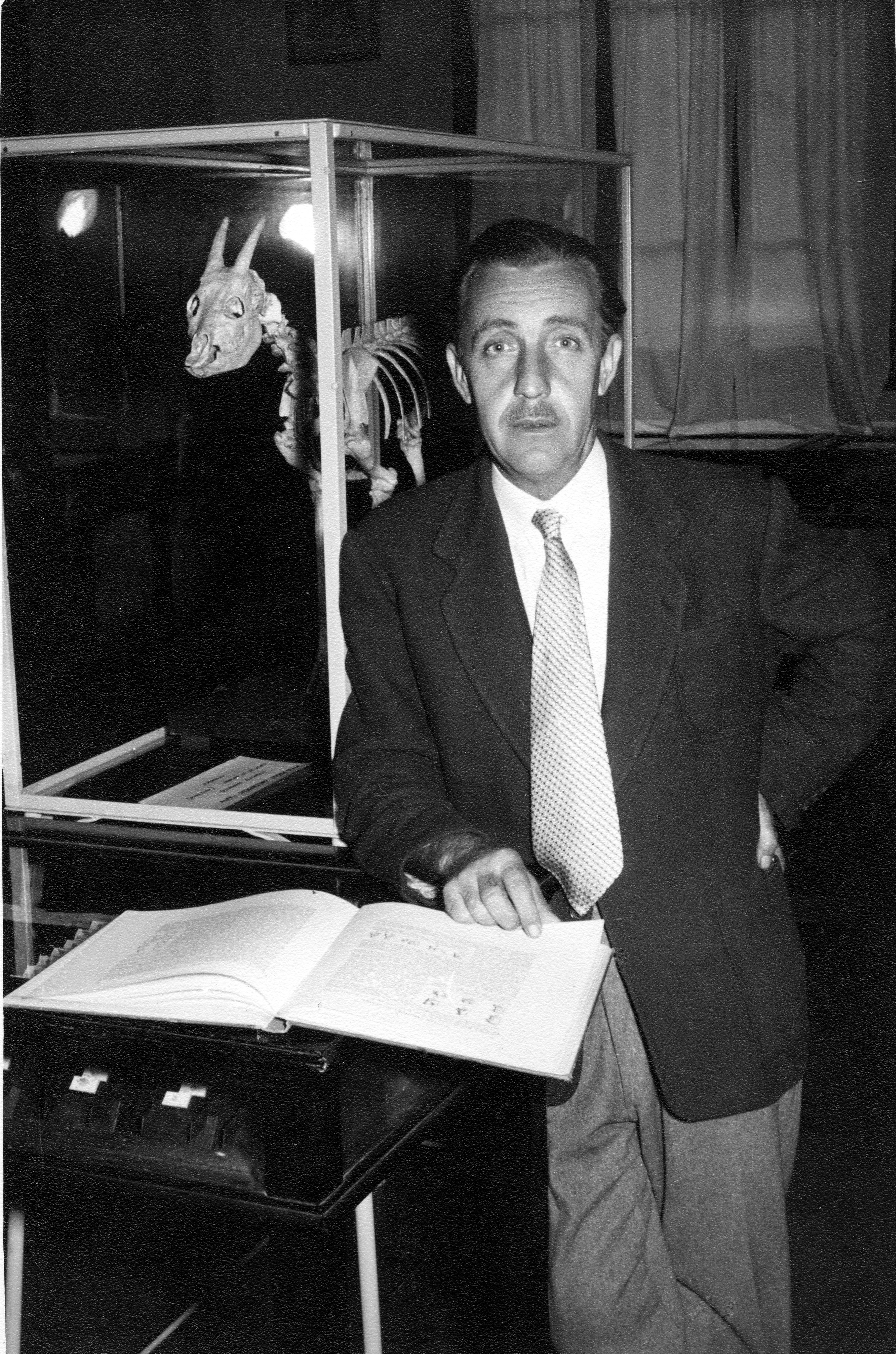
Dr. Miquel Crusafont i Pairó a la seu del Museu d'Història

L'Arxiu Dr. Miquel Crusafont i Pairó és un arxiu on es troba dipositat el treball de Miquel Crusafont i Pairó. L'Arxiu és a la seu de l'Institut Català de Paleontologia Miquel Crusafont a Sabadell. Actualment inclou el fons del Dr. Miquel Crusafont i Pairó i, des de l'any 2007, el d'un seu deixeble, el Dr. Josep Gibert i Clols. La titularitat de l'Arxiu és de la Generalitat de Catalunya.

## Miquel Crusafont i Pairó
Tal com constata el Patronat dels Museus de Sabadell, Miquel Crusafont i Pairó (Sabadell, 1910-1983) “ha estat un dels científics més reconeguts de la Catalunya contemporània. El seu treball va ser especialment rellevant en el camp de la paleontologia i la geologia i va suposar una via d'obertura cap a l'exterior de l'activitat investigadora espanyola durant els anys més hermètics del franquisme”, especialment durant les dècades de 1950 i 1960 quan va escriure el gruix de la seva obra i va emprendre una tasca de divulgació de la paleontologia a Catalunya i a Europa; a Catalunya organitzant els Cursets Internacionals, que van tenir un gran seguiment entre la comunitat científica, i a Europa, fent conferències a diverses universitats i centres científics. També va ser el fundador de l'Institut Provincial de Paleontologia a Sabadell.
L'Arxiu Crusafont recull bona part del treball de Miquel Crusafont com a paleontòleg destacant-ne la seva correspondència científica amb eminents investigadors del seu camp, tant a nivell nacional com internacional. Aquesta correspondència, fonamental per al desenvolupament de la seva tasca científica, és també un material historiogràfic important per conèixer el desenvolupament de la paleontologia i la geologia a Catalunya en els anys del franquisme. Cal també destacar la faceta humanista i literària del Dr. Crusafont, amb una reconeguda obra en prosa i vers, i la seva vinculació amb la vida cultural i associativa de Sabadell que també queda documentada a l'Arxiu.

## Origen
El fons del Miquel Crusafont i Pairó va ser cedit pels seus fills a la seva mort l'any 1983, juntament amb la seva col·lecció de fòssils, al llavors anomenat Institut Provincial de Paleontologia, amb la condició que no sortís de la ciutat de Sabadell. Aquest Institut, que en aquells moments depenia de la Diputació de Barcelona, posteriorment va passar a anomenar-se Institut de Paleontologia Dr. Miquel Crusafont, en memòria del seu fundador. L'any 2007 la Diputació de Barcelona va traspassar el centre a la Generalitat de Catalunya, encara que qui s'encarrega de la gestió del centre i de l'Arxiu és l'Institut Català de Paleontologia, fundació privada, de la qual són els seus patrons la Generalitat de Catalunya i la Universitat Autònoma de Barcelona.

## Situació actual
A partir d'aquest pre-inventari, des del juny de 2005 el Servei d'Arxius de Ciències (SAC) està duent a terme l'inventari del fons, mitjançant un conveni entre la Universitat Autònoma de Barcelona (Projecte SAC) i l'Institut Català de Paleontologia. Actualment, el setembre del 2010, ja s'han inventariat 11.500 registres relatius a la documentació personal i professional i s'està duent a terme l'inventari de la documentació acadèmica, que encara no està acabat. Els documents estan ordenats cronològicament i arxivats en carpetes i suports nous, degudament retolats i conservant al màxim la nomenclatura del pre-inventari original. L'any 2010, centenari del naixement de Miquel Crusafont, l'Institut i el Servei de Ciències tenen previst presentar públicament la feina feta, que ara ja és accessible per internet.